# Bongebosjön
Bongebosjön är en sjö i Vaggeryds kommun i Småland och ingår i Lagans huvudavrinningsområde. Sjön är 7,2 meter djup, har en yta på 0,275 kvadratkilometer och är belägen 273,2 meter över havet. Sjön avvattnas av vattendraget Bolmån (Ulvhultsån). Vid provfiske har abborre och gädda fångats i sjön.

## Delavrinningsområde
Bongebosjön ingår i det delavrinningsområde (638224-138929) som SMHI kallar för Utloppet av Bongebosjön. Avrinningsområdets medelhöjd är 277 meter över havet och ytan är 1,35 kvadratkilometer. Räknas de 4 delavrinningsområdena uppströms in blir den ackumulerade arean 11,05 kvadratkilometer. Bolmån (Ulvhultsån) som avvattnar avrinningsområdet har biflödesordning 2, vilket innebär att vattnet flödar genom totalt 2 vattendrag innan det når havet efter 237 kilometer. Delavrinningsområdet består mestadels av skog (32 procent) och sankmarker (45 procent). Avrinningsområdet har 0,27 kvadratkilometer vattenytor vilket ger det en sjöprocent på 20 procent.